# هوئتمار
هوئتمار (به آلمانی: Hoetmar) یک منطقهٔ مسکونی در آلمان است که در وارندورف واقع شده‌است. هوئتمار ۲٬۴۲۰ نفر جمعیت دارد.